# آمول
آمول (انگلیسی: Amul) شرکت صنایع غذایی هندی است، که در سال ۱۹۴۶ تأسیس شد.